# Schloss Kleutsch

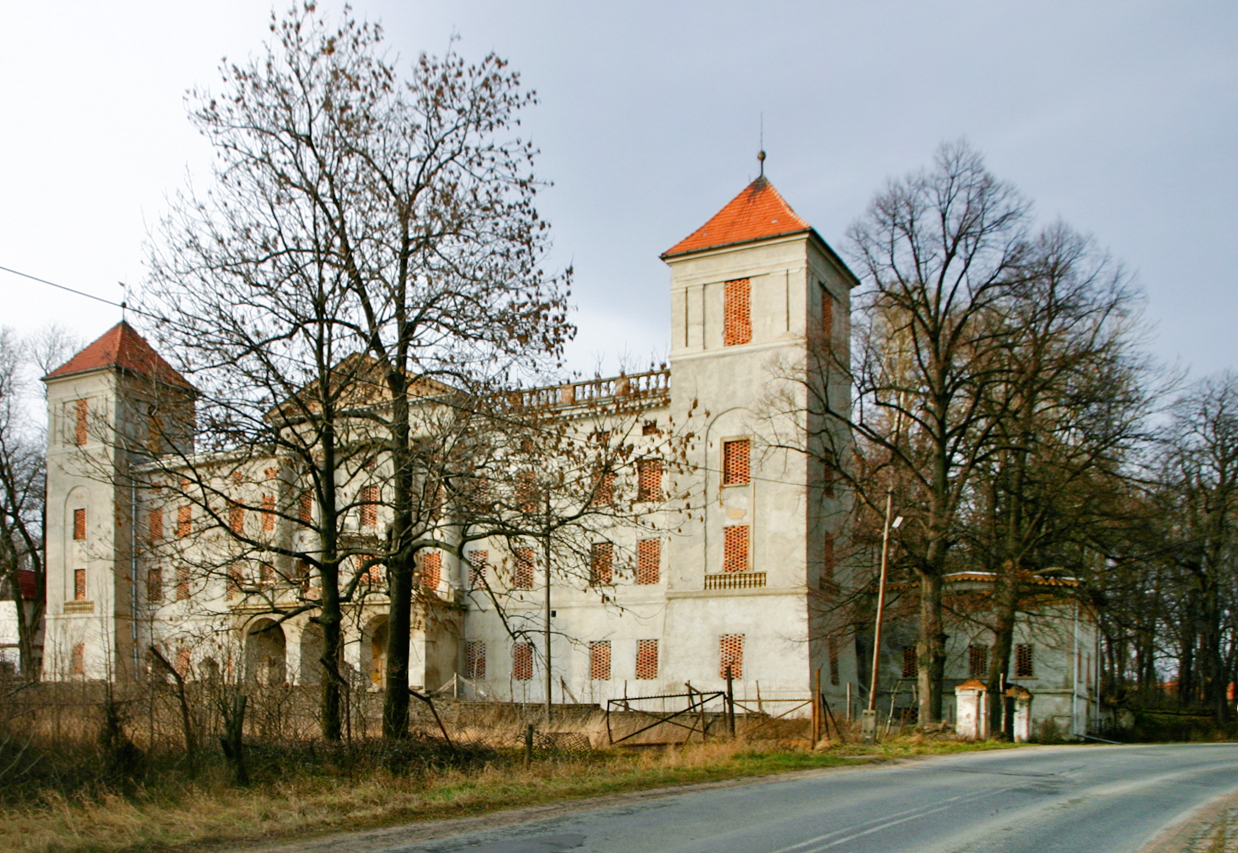
Schloss Kleutsch

Schloss Kleutsch (polnisch Pałac w Kluczowej) ist ein Schloss in Kluczowa (deutsch Kleutsch) in der Stadt- und Landgemeinde Ząbkowice Śląskie (Frankenstein), in der Woiwodschaft Niederschlesien in Polen. 

## Geschichte
„Cluchowa“ wurde erstmals um 1260 schriftlich erwähnt. Im Ort befand sich ein Gut, dessen zuerst belegte Eigentümer die von Haugwitz waren. Ab 1480 waren die von Pogarell auf Habendorf Besitzer und zwischen 1575 und 1618 und nochmals Ende des 18. Jahrhunderts die von Pfeil. Das im 16. Jahrhundert belegte Feste Haus im Stil der Renaissance wurde nach einem Brand 1613 wieder aufgebaut, jedoch im Dreißigjährigen Krieg teilweise zerstört. 1685 wurde es im Stil des Frühbarock vermutlich neu errichtet und 1735 umgestaltet. Eine um 1750 entstandene Zeichnung des Friedrich Bernhard Werner zeigt ein Mansarddach und geputzte Brüstungsfelder. 1809 wurde das Schloss erneut umgebaut.
Ab 1837 war das Schloss in Besitz des Medizinalrats Johann Nepomuk Rust. Dieser ließ das Schloss spätklassizistisch erweitern. Erst 1910 wurden ionische Kolossalsäulen der Fassade vorgesetzt. Auf dem Tympanon befindet sich das Wappen der Familie Rust. Über dem Eingangsportal, das sich im Original erhalten hat, befindet sich eine Wetterfahne mit der Inschrift «J. N. RUST 1837».
Nach dem Übergang Schlesiens bei Kriegsende 1945 an Polen, wurden Schloss und Dominium als eine volkseigene landwirtschaftliche Produktionsgenossenschaft verstaatlicht. 1966 wurde das Schloss unter Denkmalschutz gestellt und 1978 und 1980 saniert. Da die Arbeiten noch vor der Fertigstellung eingestellt wurden, kam es zu einem weiteren Verfall der Anlage. Nach der politischen Wende von 1989 wurde die Anlage von der „Agencja Rolna“ verwaltet, jedoch weiterhin dem Verfall überlassen. Erst 2009 veranlasste ein Eigentümer erste Sicherungsmaßnahmen. 
In der verwilderten Gartenanlage sind Reste eines geometrisch-formalen Gartens erkennbar.